# Pararge karafutonis
Pararge karafutonis är en fjärilsart som beskrevs av Matsumura 1919. Pararge karafutonis ingår i släktet Pararge och familjen praktfjärilar. Inga underarter finns listade i Catalogue of Life.